# Dar Mokri
Dar Mokri (napisano tudi Dar al-Mokri ali Dar Mokri) je zgodovinska palača ali skupina dvorcev v Fes el-Bali, stari medini Fesa v Maroku. Izvira iz poznega 19. in zgodnjega 20. stoletja, zgradila pa jo je bogata in močna družina Mokri. Mesto zasedata dve veliki rezidenci, ki sta ju ločeno zgradila člana iste družine, a fizično mejita druga na drugo. Starejšo palačo je začel graditi Abdelsalam al-Mokri in verjetno nadalje spremenil njegov sin Mohamed. Poleg bogate notranjosti jo odlikuje velik terasast vrt. Druga palača je pripadala njegovemu vnuku Si Tajbu in je znana po svojem dolgem dvorišču, ki meša italijanske podrobnosti s tradicionalno maroško dekoracijo. Popolnoma ločeno palačo, znano kot Riad Driss Mokri, je zgradil tudi bolj severno Abdelsalamov sin, Si Dris.

## Zgodovinsko ozadje
Družina Mokri je bila bogata družina trgovskega izvora, ki je postala pomembna v kraljevi vladi (ali makzen). Izvirajo iz Tlemcena v Alžiriji in se priselijo v Maroko v začetku 19. stoletja pod svojim patriarhom Abu Abdalahom Mohamedom al-Akalom in se naselijo v Fesu leta 1805. Imel je tri sinove, od katerih je vsak pozneje vodil večjo vejo družine. Eden od njih, Hadž Abdesalam al-Mokri, se je povzpel na vidne položaje pod sultanom Mulaj Hasanom. Najprej je delal kot amin (magistrat ali tajnik), ki je delal pri Funduk el-Džildu pod vodstvom takratnega sekretarja zakladnice, Hadža Bel-Madanija Benisa. Približno v tem času je začel graditi svojo palačo Dar Mokri. Zgodovinski dokumenti o tlorisu hiše kažejo, da je obstajala ali da so jo gradili leta 1880. Kasneje je postal sekretar za finance (amin al-mustafad) v Dar Adijilu (takratna državna zakladnica) in nato sekretar za kraljeve gradnje (amin bina' malaki). Mulaj Hasan ga je kot sekretarja za kraljeve gradnje zadolžil za nadzor nad gradnjo Dar al-Makine ter palač Dar Batha in Dar al-Baida. Leta 1889 je bil zadolžen tudi reševanja težav z oskrbo z vodo v Oued Fesu. Te odgovornosti so mu dale velik ugled in pomen, kar mu je omogočilo, da si je zgradil velik dvorec. Velikost in bogastvo rezidence odražata takratno bogastvo njegove družine. Napis v hiši beleži letnico 1901-02, kar verjetno kaže na večjo prenovo v tem času.:130
Abdelsalam je umrl leta 1905 v starosti 75 let in zapustil tri sinove: Hadža Mohameda, Si Drisa in Si Ahmada. Mohamed al-Mokri je pomagal in nato zamenjal svojega očeta kot sekretarja za kraljeve gradnje, preden je postal sekretar, zadolžen za trge in trgovino (amin al-shukara). Leta 1905 se je pod sultanom Abdelazizom povzpel na položaj velikega vezirja. Približno v tem času sta družini Glaoui in Mokri postali dve najpomembnejši družini v Maroku (poleg kraljeve družine), ki sta si razdelili večino pomembnih vladnih položajev. V tem obdobju je v glavni palači Dar Mokri prebival le najvišji poglavar družine Mokri. Mohamed al-Mokri je sčasoma postal ena najpomembnejših osebnosti sodobne maroške zgodovine. Bil je veliki vezir pod sultanom Abd al-Hafidom, ko je bil Maroku leta 1912 uveden francoski protektorat, to mesto pa je obdržal pod formalnimi nasledniki Abd al-Hafida v celotnem 44-letnem obdobju francoske kolonialne vladavine, vse do tik po maroški neodvisnosti leta 1956. Umrl je leta 1957, v starosti 105 let.:373 Med njegovim mandatom je eden od njegovih sinov, znan kot Si Tajb, služil kot delegat ministra za finance. Bil je tisti, ki je zgradil drugi dvorec, ki meji na glavno družinsko palačo na jugovzhodu, z dolgim dvoriščem in italijanskimi detajli. Njegov brat Si Dris je služil kot muhtasib v Fesu. Imel je knjižnico in zgradil lastno razkošno palačo, znano tudi kot Riad Driss Mokri, ki stoji ločeno v soseski Oued Savafin (imenovano tudi Oued Svafin ali Oued Souafine) severneje.
Natančno kronologijo gradnje glavne palače Dar Mokri je težko ugotoviti, vendar jo je v sedanji obliki morda dokončal Mohamed al-Mokri v začetku 20. stoletja.

## Lokacija
Dar Mokri stoji v okrožju, ki je bilo v preteklosti znano kot al-'Ujun ('Viri') in je danes znano kot soseska Ziat ali Zijat. Do 19. stoletja je bilo to območje vrtno okrožje z nekaj hišami in veliko odprtega prostora za gradnjo, kar je pritegnilo gradnjo več novih dvorcev s strani premožnih družin. Pokrovitelj Abdelsalama al-Mokrija, Bel-Madani Benis, je že zgradil palačo (ni več ohranjena) v tej soseski, ko je Abdelsalam začel graditi svoj dvorec. Družini Glaoui in družini al-Tazi sta prav tako zgradili svoje palače (Dar Glaoui in Dar Tazi) v istem okrožju v bližini. Ta dva dvorca obstajata še danes.
== Arhitektura
Palača velja za enega najboljših primerov domače arhitekture poznega 19. in zgodnjega 20. stoletja v Fesu. Zajema površino en hektar. Njena postavitev in oblika sta nekoliko netipični za druge maroške dvorce tega obdobja, zlasti v primerjavi z bolj klasično arhitekturo njegovih bližnjih sodobnikov, kot sta Dar Glaoui in Dar al-Tazi. Organizirana je okoli dveh delov – glavne hiše in vrta – z dvema različnima osema, namesto ene glavne osi s simetričnimi strukturami na obeh straneh.
Velik vrt na severu je razdeljen na tri terase s pogledom na mesto. Najnižja terasa tega vrta je večja od ostalih in je razdeljena na štiri dele z dvema križajočima se potkama in osrednjim vodnjakom, podobno kot tradicionalni vrt riad. V vrtovih so posajene visoke ciprese poleg različnih drugih dreves in rastlin. Ob robovih vrtov je zgrajenih več majhnih stavb in kioskov. Eden od njih je bil prvotno glasbeni paviljon, drugi pa je bil nekoč hamam (kopališče), vendar sta danes oba spremenjena.
Glavni stanovanjski kompleks na jugu je sestavljen iz dveh glavnih dvorišč ali teras, od katerih je vsako obdano z nizom sob v dveh nadstropjih. Vseh sob je vsaj petdeset, vključno s sobami za goste, skupaj z zasebnimi hamami, kuhinjami, hlevi in skladiščnimi prostori. Od dveh glavnih dvorišč je severno manjše in pravokotno, južno pa večje in ima nepravilno štirikotno obliko. Severno dvorišče in njegovi sosednji deli so verjetno starejši od južnega dela in bi tako ustrezali hiši, ki jo je prvotno zgradil Abdelsalam al-Mokri v poznem 19. stoletju. Južno dvorišče je bilo bolj verjetno zgrajeno pozneje v prvi polovici 20. stoletja.
Severno dvorišče ima osrednji vodnjak z vodnim bazenom v obliki osemkrake zvezde. Za razliko od drugih tradicionalnih maroških hišnih dvorišč na nobeni strani ni galerij. Impozanten lesen nadstrešek, bogato izklesan z geometrijskimi vzorci in muqarnas frizi, štrli navznoter iz zgornjega dela vseh štirih sten in tvori veliko strešno okno. V severozahodni steni dvorišča je velika niša (podobna ivanu), ki vsebuje veliko stensko fontano, prekrito z bogatim zellijem (mozaičnimi ploščicami) v žarečih zvezdastih vzorcih. Vodnjak je zaščiten pod stropom muqarnas. Velika dvojna vrata zavzemajo sredino ostalih treh strani dvorišča in omogočajo dostop do velikih okrašenih prostorov. Druga manjša vrata v vogalih dvorišča omogočajo dostop do različnih kril hiše. Severovzhodno krilo zavzema velika komora, ki se odpira iz dvonadstropne masrije ali sprejemne sobe za goste, v nadstropju nad tem pa je dvorana, pokrita z veliko leseno kupolo, ki je bila verjetno dodana pozneje po izgradnji prvotne palače. Danes je masrija neodvisna od ostalega dela palače in vanjo se vstopi skozi drugo ulico. Severozahodno krilo zavzemajo vhodni prehod, stopnišče in velika kuhinja v pritličju, medtem ko je v zgornjem nadstropju velika dvorana, ki jo pokriva majhna, a bogato okrašena lesena kupola, z več komorami okoli nje. To zgornje nadstropje je morda služilo kot gostišče (dar ḍijaf). Jugozahodno krilo je v zgornjem nadstropju in predstavlja nekdanji hamam palače, ki je danes preurejen v ločeno stanovanje. Jugovzhodno krilo je sestavljeno iz več sob v pritličju in zgornjega nadstropja. Zgornje nadstropje vključuje pravokotno dvorano, ki je bogato okrašena in pokrita z velikim lesenim stropom tipa berčla (ali beršla). To krilo omogoča dostop do velikega južnega dvorišča. To dvorišče je obdano z več prostori in strukturami, vendar je njihova arhitektura manj opazna kot severni deli palače.
Dvorec Si Tajb al-Mokri je ločen od starejše palače Mokri, vendar neposredno meji nanjo na jugovzhodu. Osredotočen je na dolgo pravokotno teraso, ki jo obdaja dvonadstropna galerija na treh straneh in enonadstropna arkada na eni strani. Okrašena je z marmornimi in fajansnimi ploščicami, bazeni z vodo v obliki zvezd, fontanami iz belega marmorja, ploščicami zellij, izrezljano štukaturo in izklesanimi lesenimi stropi. Hišo naj bi zasnoval italijanski arhitekt, zato so vidne tudi sledi evropskega vpliva, vključno s klasičnimi italijanskimi motivi, ki se pojavljajo v izrezljanih kapitelih stebrov okoli dvorišča.